# أنسون بيرلنغيم
أنسون بيرلنغيم هو محامي ودبلوماسي وسياسي أمريكي، ولد في 14 نوفمبر 1820 في نيو برلين في الولايات المتحدة، وتوفي في 23 فبراير 1870 في سانت بطرسبرغ في روسيا بسبب ذات الرئة. نشط حزبياً في الحزب الجمهوري. وقد انتخب سفير وانتخب عضو مجلس النواب الأمريكي ‏.

## وصلات خارجية
- أنسون بيرلنغيم على موقع الموسوعة البريطانية (الإنجليزية)
- أنسون بيرلنغيم على موقع إن إن دي بي (الإنجليزية)